# Colo Colo (mitología)
El Colo colo o Colocolo es una criatura maligna perteneciente a la mitología mapuche. En algunas zonas de Chile el pequeño marsupial monito del monte (Dromiciops gliroides) es llamado «colo colo» en la creencia de que se trata de esta criatura mitológica.

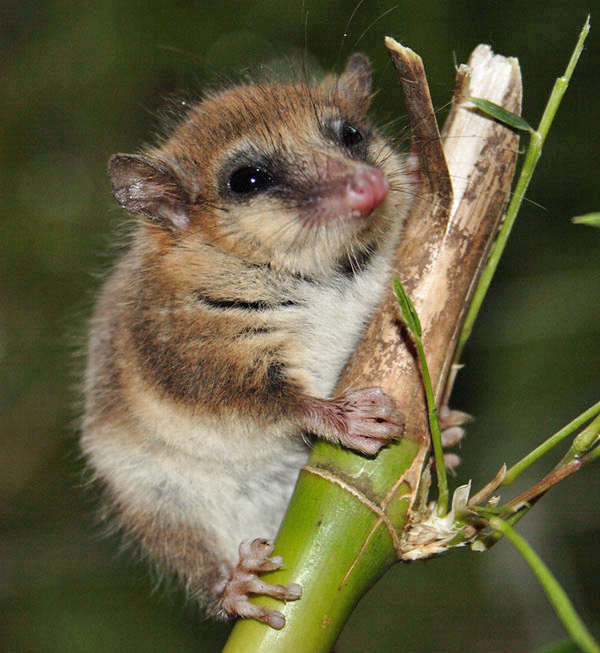
En algunos sectores de Chile se piensa que el Colo colo y el monito del monte son la misma criatura.

## Descripción
Su aspecto difiere ligeramente según la zona. Para los mapuches el Colo colo tiene forma de serpientes con patas similar a una rata alargada con plumas. En el sur los huilliches lo representan como un ratón o rata alargada con una cabeza similar a la de un gallo. Según otras creencias el Colo colo tiene la apariencia de una laucha lampiña, de cuerpo alargado y hocico de cerdo, siendo usual que viva oculto entre las paredes, techos o bajo el piso de las casas; posee la habilidad de estimular la salivación de la gente mientras duerme, por lo que sube sobre sus rostros durante la noche para alimentarse de la saliva y, a través de ella, de la vida de la víctima; por esta cualidad durante el siglo XIX y la primera mitad del siglo XX la gente del campo solía decir que una casa «tenía Colo colo» cuando su ambiente insano cobraba repetidamente la salud o vida de sus habitantes.
Posiblemente producto de la similitud entre algunas características del mito del Colo colo y el mito del Basilisco de la mitología griega, este hecho habría dado origen al posterior mito del basilisco chilote de la mitología chilota y rural del sur de Chile; razón por la cual generalmente también suelen ser confundidos los mitos de estos seres.

## Leyenda

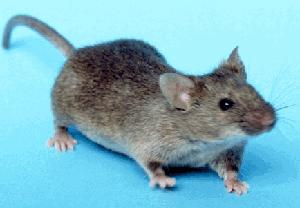
En la mayoría de las versiones el Colo colo tiene la apariencia de un ratón con algunos rasgos de otros animales.

La tradición indígena lo describe como un lagarto subterráneo, un monstruo que nace de un huevo de gallina podrido o uno desovado por un gallo;también se dice que al eclosionar tiene la apariencia de una culebra o reptil, pero a medida que crece adquiere la apariencia de un roedor. Según esta creencia, la criatura hace su madriguera en cuevas y recovecos cercanos a las casas, saliendo por las noches a alimentarse de esputos y a lamer los utensilios que han utilizado los habitantes para comer; de este modo devora la vida de las personas llevándolas gradualmente a la muerte. Debido a esto, entre los indígenas y gente del campo nació la costumbre de quemar los huevos que se sospechaba habían sido puestos por un gallo.
El Colo colo se identificaría que está viviendo en el hogar, al escuchar un animal que se queja y llora igual que un niño recién nacido. Por ello, si el dueño de la casa descubre que habita este horrible ser en su hogar, debe recurrir rápidamente a la ayuda de una machi; la cual tendría el poder de eliminar a esta criatura y descubrir si algún calcu podría estar involucrado en la aparición de esta criatura.

## En la cultura popular
- En 1926 el autor chileno Manuel Rojas publicó el cuento El colo colo, donde describe a la criatura como el producto de un huevo de gallina podrido empollado por una culebra, con la apariencia de un ratón con plumas en lugar de pelaje y que emite un sonido idéntico al llanto de los recién nacidos, siendo su debilidad el kerosene mezclado con agua bendita.[8]

- El juego de cartas de estrategia chilenos Mitos y leyendas en su edición Guerrero jaguar, específicamente en la extensión Vendaval del año 2005, lanzó una carta tipo aliado llamada Colo colo basada en la criatura.[9]